# Vestido de Glinda
El vestido de Glinda (en inglés: Glinda dress o Glinda costume) es el traje que la actriz Billie Burke lució en la película El mago de Oz (1939).

## Historia

### Origen
El traje fue diseñado por Gilbert Adrian al igual que el resto del vestuario del filme. Sin embargo, a diferencia de las demás prendas, el vestido de Glinda no fue creado originalmente para el largometraje puesto que ya había sido lucido tres años antes por Jeanette MacDonald en la película San Francisco (1936). Del mismo modo, se ha sugerido que el traje fue usado por MacDonald en Sweethearts (1938), por Miliza Korjus en El gran vals (1938), y por Lana Turner en Ziegfeld Girl (1941). No obstante, oficialmente solo consta su aparición en San Francisco y El mago de Oz de acuerdo con David J. Hogan, quien afirma que Burke, tras ver el atuendo y pese a estar acostumbrada a lucir vestidos glamurosos, exclamó en tono jocoso: «¡Parezco una refugiada de una ópera alemana!». Debido a que MacDonald y Burke tenían medidas distintas (concretamente una diferencia de altura de poco más de 2 cm), el diseñador tuvo que hacer varios ajustes para acomodar el traje además de realizar una serie de cambios que llevaron a una profunda modificación de la versión original: alargó las mangas y les añadió más tul, subió el escote y retiró parte de los ornamentos que tenía, aumentó el acampanado de la falda y le agregó más estrellas, colocó mariposas de gran tamaño y añadió más brillo al corpiño. El motivo de reciclar esta prenda se debió a la necesidad de ahorrar tiempo, ya que aunque el presupuesto era elevado y la Metro-Goldwyn-Mayer no escatimó en gastos, Adrian tuvo que diseñar el vestuario de todo el elenco, en total 3210 trajes, tarea para la que contó con la ayuda de 178 empleados, si bien los atuendos de Ray Bolger, Jack Haley y Bert Lahr fueron elaborados por el departamento artístico de la MGM, contando cada traje con unas medidas específicas y siendo la parte más laboriosa la confección de la ropa de los munchkins.

### Paradero
Actualmente se desconoce el paradero del vestido y no se sabe con seguridad si aún se conserva. Existe la posibilidad de que resultase destruido durante el incendio acaecido en la bóveda 7 de la MGM en 1965, desastre que provocó la pérdida de numerosas películas mudas. Otra posibilidad es que se reutilizase para otros filmes y se desgastase con el paso del tiempo al igual que ocurrió con otras prendas de la época, lo que podría haber llevado a que el atuendo fuese tirado a la basura sin saberse siquiera en qué películas se había usado, aunque un deficiente almacenaje podría haber deteriorado igualmente la prenda (las perchas de madera, conocidas por su alto contenido en ácido, solían provocar que los vestidos se desgarrasen en la zona de los hombros). Una tercera posibilidad es que fuese robado; durante muchos años los estudios no tuvieron ningún tipo de cuidado con los trajes, accesorios, guiones y demás elementos vinculados a las películas que producían, sin ser conscientes del alto valor que acabarían teniendo en el futuro (a menudo los empleados se llevaban estos objetos como recuerdo sin permiso, sabedores de que a los directivos no les importaba esta sustracción de material). Por su parte, una cuarta posibilidad es que fuese vendido en la subasta que la MGM llevó a cabo en 1970, donde se vendieron varias réplicas del vestido de Dorothy, algunos de los pares de zapatos de rubíes, el traje del León Cobarde y el sombrero de la Bruja del Oeste, reutilizado junto con el vestido por Rose Langdon en el cortometraje en 3D Third Dimensional Murder (1941). El diseñador Kent Warner fue contratado por el estudio para catalogar las prendas almacenadas y venderlas en la subasta; Warner descubrió varias copias tanto de los zapatos de rubíes como del vestido de Dorothy las cuales guardó para sí y vendió posteriormente por cuenta propia, hallándose entre las prendas encontradas los zapatos de Glinda, los cuales regaló a Glenn Brown, quien los subastó en 2014 por $25 000, quintuplicando el precio medio estimado. A mayores, una versión plateada de la varita mágica, descartada durante las pruebas de vestuario, fue vendida en la subasta de la MGM y nuevamente en 2019 por Bonhams, alcanzando la cifra de $400 075.

### Controversia

Spencer Tracy y Jeanette MacDonald en San Francisco (1936). De acuerdo con Hogan, el atuendo de la imagen fue modificado para El mago de Oz.

Pese a haberse verificado que el vestido de Glinda ya había sido llevado anteriormente por MacDonald, se han esgrimido sin embargo varios argumentos en contra de este hecho: el traje de MacDonald poseía una cintura recta y mangas de gasa abullonadas hasta el codo, mientras que el traje de Burke era de corte princesa y las mangas, largas hasta las muñecas, de malla con tul en la zona de los hombros. En lo tocante a la falda, la de MacDonald era redonda mientras que la de Burke contaba con un miriñaque bajo la tela para adoptar una forma ovalada, lo que implicaba mayor longitud en el exterior que en el interior. No obstante, actualmente se considera que los dos atuendos son el mismo y que las diferencias entre ambos son fruto de una intensa modificación, circunstancia experimentada por otros vestidos de Adrian, como el traje de chifón de Greta Garbo en Camille (1936), completamente modificado para Joan Fontaine en Rebeca (1940), aunque entonces era más habitual el reciclaje de prendas para extras en vez de para actrices principales. Además del vestido de Glinda, al menos otro de los trajes de MacDonald en San Francisco fue reciclado para otra película: un vestido decorado con plumas que Gracie Allen lució en Honolulu (1939), aunque al igual que en El mago de Oz, se realizaron modificaciones en la prenda tales como el cambio de un broche por otro en el frente, el añadido de más plumas y la inclusión de un par de guantes largos destinados a cubrir las cicatrices de Allen.
El hecho de que el vestido de Glinda sea de color rosa claro constituye un factor importante a la hora de identificar el traje de Burke con el de MacDonald, el cual se veía completamente blanco en pantalla; antes de que los largometrajes se filmasen en su mayoría en color, los diseñadores debían tener en cuenta que las tonalidades de las prendas lucían de forma distinta en cámara. Uno de los casos más llamativos fue el vestido supuestamente rojo que Bette Davis lució en Jezabel (1938), el cual era en realidad de color marrón debido a que el color rojo no lucía adecuadamente en blanco y negro. Este inconveniente se daba también con el blanco tanto en blanco y negro como en color, motivo por el que las telas solían teñirse de azul o rosa claro, circunstancia que se trasladaba incluso a la ropa de cama y que en El mago de Oz se dio también en el vestido de Dorothy, siendo un caso destacado el traje azul claro (blanco en pantalla) de Norma Shearer en María Antonieta (1938), película filmada en blanco y negro aunque concebida para ser rodada en color.

## Descripción

### Vestido

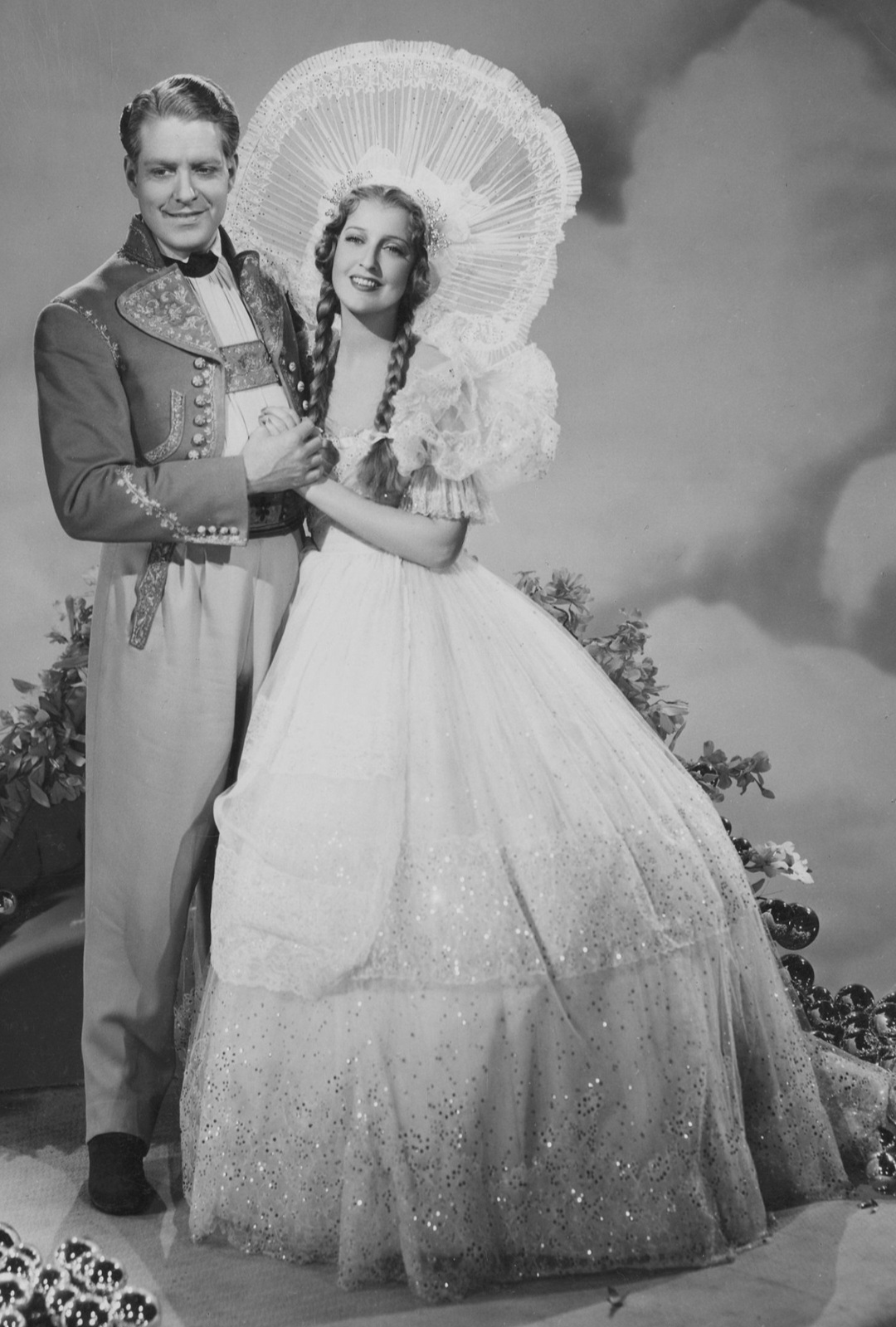
Nelson Eddy y Jeanette MacDonald en Sweethearts (1938). Según algunas fuentes, el atuendo de la imagen podría corresponderse con el vestido de Glinda.

De acuerdo con Jay Scarfone y William Stillman, el vestido se componía de «capas de delicado tul rosa salpicado de estrellas del norte y cristales de nieve helada. Adrian agregó un motivo de mariposa y le dio alas a Glinda en homenaje a la descripción del guión del don de volar de Glinda». El corpiño contaba con cuatro costuras: dos horizontales en el centro del busto y otras dos verticales a los lados. Ajustado al cuerpo, poseía un gran broche en el pico del escote así como una mariposa a lo largo de la zona superior izquierda, donde el corpiño se unía a la manga, exhibiendo un notable drapeado en el escote y cerrándose en la espalda con cremallera. Por su parte, las mangas, unidas por una costura a la altura del hombro, se dividían en dos partes: la manga interior, ceñida y larga hasta las muñecas, donde una cremallera blanca la cerraba hasta unos centímetros por debajo del codo (posiblemente de metal y de unos 15 cm de longitud); y la exterior, abullonada y que cubría toda la mitad superior del brazo. Por último, el ahuecamiento de la falda se consiguió gracias al uso de un miriñaque y, probablemente, de varias enaguas de tul almidonado, estando la falda exterior compuesta tal vez por dos o más capas de color rosa claro, la más visible con un ligero deslucido en el tono.

### Calzado y accesorios

#### Zapatos
Único elemento del atuendo cuya existencia se conoce. Realizados en lamé plateado y de estilo Luis XV, ambos están forrados con piel de cabritilla y poseen un botón de nácar, contando el zapato izquierdo con un sello dorado en el interior con el lema «The Bootery... Los Angeles-San Francisco» y varios números. Cabe destacar que, supuestamente, Burke tuvo un pie enyesado durante toda la filmación.

#### Corona
Probablemente estaba hecha con gel de acetato. Rematada por diez picos terminados en forma de palmera aunque similares a una flor de lis, sobre cada uno, sujeta por un fino alambre, destacaba una estrella de metal. En el frente y partiendo de la zona inferior se hallaba un gran aplique circundado por hilos brillantes en forma de resplandor al igual que los picos, estando el interior recubierto con tela en color carne alrededor de la base para ayudar a su fijación. A mayores, pese a ser pelirroja Burke tenía el pelo demasiado corto y su color no era lo bastante intenso como para sacar partido al Technicolor, por lo que lució una peluca especialmente teñida para adaptarse al tono de su cabello.

#### Gargantilla
Consistía únicamente en una delgada cadena de cristal decorada con una mariposa situada ligeramente a la izquierda de la zona frontal.

#### Varita
Con unas dimensiones aproximadas de entre 120 y 150 cm, la varita era más larga que la escoba de la Bruja del Oeste. Se componía de una bara metálica brillante de estructura cónica rematada por una estrella de cinco puntas probablemente también metálica, soldada en un extremo y decorada con cristales transparentes y multicolores.

## Legado
Al igual que el vestido de Dorothy, el de Glinda se ha convertido en uno de los trajes más recordados de la película y actualmente constituye un atuendo muy popular como disfraz. Personalidades importantes han vestido réplicas de la prenda para caracterizarse como Glinda, entre ellas Drew Barrymore (en su programa The Drew Barrymore Show con motivo de la celebración de Halloween), Ellen DeGeneres (en la 86.ª edición de los Premios Óscar), Kelly Clarkson, Kelly Ripa, Martha Stewart (en el 
Hub Network's First Annual Halloween Bash), Valerie Harper (en la serie de televisión Signed, Sealed, Delivered) y Kate Walsh, quien lució una copia del atuendo durante un homenaje póstumo a Karl Lagerfeld en los Costume Designers Guild Awards de 2019.